# Sean Corcoran
Sean Corcoran is een Iers bouzoukispeler en zanger in de Ierse folkband Cran.
Corcoran is geboren in Drogheda in County Louth. In zijn familie waren nogal wat traditionele muzikanten, zijn grootmoeder speelde viool en zijn grootvader speelde op de concertina. Sean had al een lange carrière als een solozanger voor hij met Desi Wilkinson de groep Cran heeft opgericht. Hij trad onder meer op met Paul Brady, Dónal Lunny, Christy Moore, Mick Moloney en Kevin Coneff van The Chieftains.Hij is ook verzamelaar en kenner van de traditionele Ierse muziek. De groep Cran bestaat naast Sean en Desi met fluit en zang uit Ronan Browne uilleann pipes. Op hun CD's worden een behoorlijk aantal sea shanties ten gehore gebracht.

## Discografie
- The Crooked Stair - 1995/2006
- Black, Black, Black – 2nd CRAN CD met Shel Talmy - 1998
- Lover’s Ghost - 2000
- Music from the Edge of the World - 2003
- Sailing into Walpole's Marsh (met Eddie Clarke) - 1983
- The Press Gang